# Notti nude
Notti nude è un film del 1963 diretto da Ettore Fecchi.
Nella colonna sonora è presente la canzone Notti nude, cantata da Flora Gallo.
Tagline del film era «Il primo film sexy dedicato alla donna». Uscì nelle sale con il divieto ai minori di 18 anni.

## Trama
Il film è principalmente costituito da sequenze di spogliarelli.

## Stato attuale
La pellicola di Notti nude è praticamente scomparsa: ad oggi non si trova che un frammento di un minuto su YouTube, probabile residuo di un passaggio televisivo su Teleoggi Campania.